# Inhalen

Grafische weergave van een inhaalactie. De paarse auto haalt de grijze auto in en vergeet daarbij richting aan te geven en snijdt degene die hij inhaalt

Inhalen in het wegverkeer is de activiteit waarin een weggebruiker een andere weggebruiker bewust passeert. Inhalen kan plaatsvinden in verkeer dat in dezelfde richting beweegt (zoals op een autosnelweg), of waar men tegemoetkomend verkeer kan tegenkomen. 
Rechts inhalen, of inhalen op wegvakken waar een inhaalverbod geldt voor de betreffende weggebruiker is niet toegestaan. Uiteraard mogen wegbermen, trottoirs, verdrijvingsvlakken, puntstukken en vluchtstroken niet gebruikt worden om in te halen. Naast borden worden inhaalverboden ook aangegeven door doorgetrokken lijnen op de weg: die mogen in principe niet overschreden worden. Inhalen dient, ook waar het is toegestaan, te geschieden op plaatsen en op een manier waar het veilig kan. 
Bij het inhalen op wegen met tegemoetkomend verkeer moet de weggebruiker de tijd inschatten waarin de inhaalmanoeuvre kan worden uitgevoerd en inschatten of er een voldoende hiaat aanwezig is om de gewenste manoeuvre uit te voeren. Bij het invoegen op een rijbaan (links voor het inhalen maar ook bij terugkeer naar de rechter rijbaan) moet opgelet worden niet te kort voor de achteropkomende auto in te voegen zodat deze moet remmen. Deze verkeersfout heet ´(af)snijden´, de ander wordt namelijk de weg afgesneden. Ruim voor een verandering van rijbaan dient de bestuurder de richtingaanwijzer aan te zetten.

F1. Verbod voor motorvoertuigen om elkaar onderling in te halen
F2. Einde verbod voor motorvoertuigen om elkaar onderling in te halen
F3. Verbod voor vrachtauto's om motorvoertuigen in te halen
F4. Einde verbod voor vrachtauto's om motorvoertuigen in te halen